# Gra pozorów (film)
Gra pozorów (ang. The Crying Game) – brytyjsko-japoński film akcji z 1992 roku w reżyserii Neila Jordana. Zdjęcia kręcono w Londynie i hrabstwie Buckinghamshire oraz w irlandzkich hrabstwach Armagh i Meath.

## Obsada
- Forest Whitaker – Jody
- Miranda Richardson – Jude
- Stephen Rea – Fergus
- Adrian Dunbar – Maguire
- Breffni McKenna – Tinker
- Joe Savino – Eddie
- Birdy Sweeney – Tommy
- Jaye Davidson – Dil
- Andrée Bernard – Jane
- Jim Broadbent – Col
- Ralph Brown – Dave
- Tony Slattery – Deveroux
- Jack Carr – Franknum

i inni

## Nagrody i wyróżnienia
- Oscary za rok 1992
  - Neil Jordan – najlepszy scenariusz oryginalny
  - najlepszy film (nominacja)
  - Stephen Rea – najlepszy aktor (nominacja)
  - Jaye Davidson – najlepszy aktor drugoplanowy (nominacja)
  - Neil Jordan – najlepsza reżyseria (nominacja)
  - Kant Pan – najlepszy montaż (nominacja)